# Danh sách loài họ Chồn

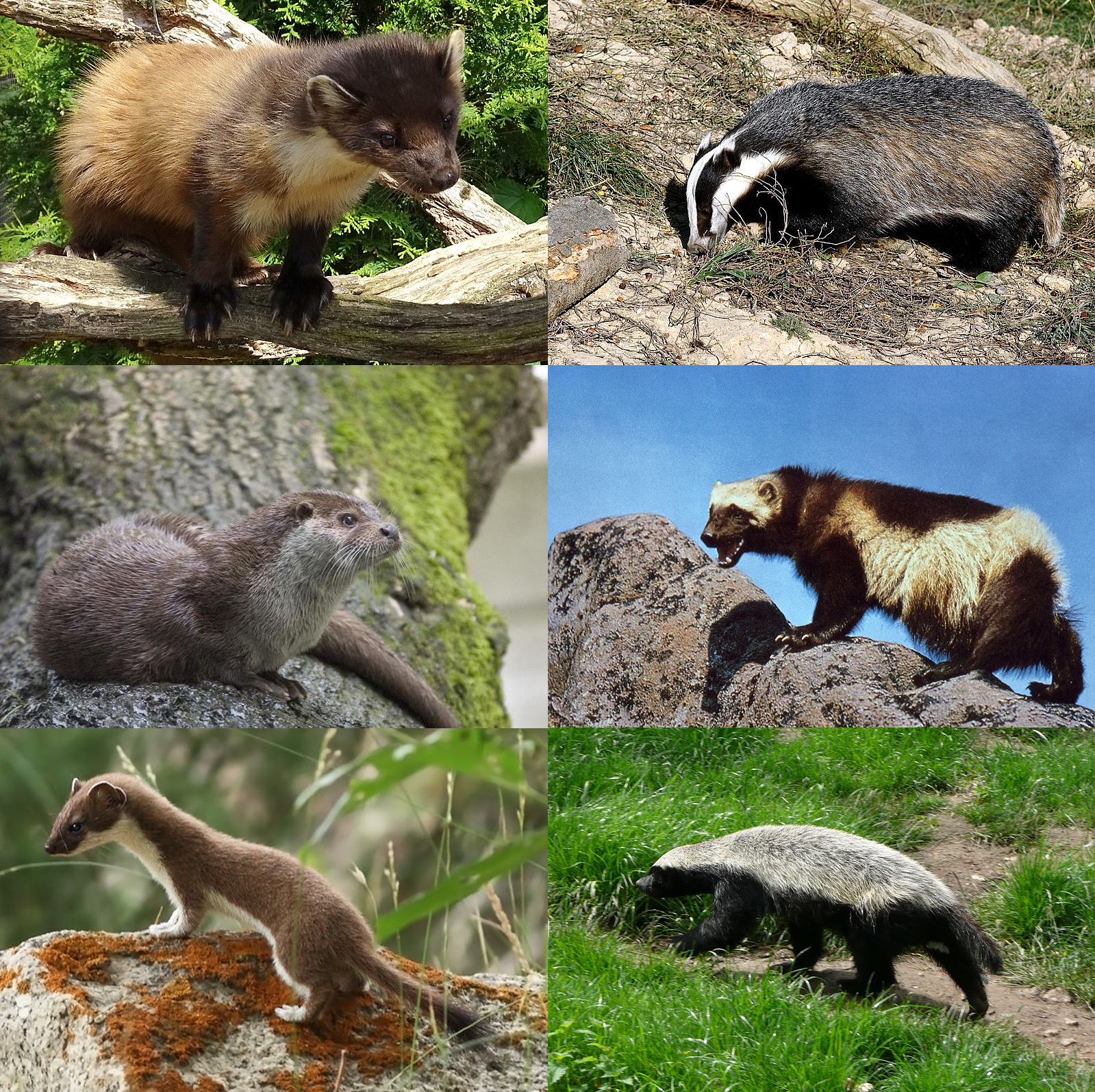
Sáu chi họ Chồn còn tồn tại từ trái sang phải, từ trên xuống dưới: Martes, Meles, Lutra, Gulo, Mustela và Mellivora

Họ Chồn (Mustelidae) là một họ thú thuộc Bộ Ăn thịt (Carnivora), bao gồm chồn, lửng, rái cá, chồn sương, chồn mactet, chồn nâu, chồn sói và nhiều loài thú dạng chồn còn tồn tại và tuyệt chủng khác. Trong tiếng Anh, mỗi loài trong họ này được gọi là mustelid. Họ Chồn là họ lớn nhất trong Bộ Ăn thịt, và các loài còn tồn tại của họ được chia vào 8 phân họ. Chúng được tìm thấy ở tất cả các châu lục ngoại trừ Nam Cực và Úc, và là một họ đa dạng. Các loài họ Chồn có kích thước khác nhau, bao gồm cả đuôi, từ triết bụng trắng dài 17 cm (7 in) đến rái cá lớn dài 1,8 mét (6 ft). Môi trường sống cũng rất đa dạng, từ các loài chồn mactet sống trên cây đến lửng châu Âu sống ở hang cho đến rái cá biển sống ở biển. Quy mô quần thể của các loài phần lớn chưa rõ, mặc dù hai loài, chồn nâu biển và rái cá Nhật Bản, lần lượt bị săn bắt đến tuyệt chủng vào năm 1894 và 1979, và một số loài khác có nguy cơ tuyệt chủng. Một số loài đã được thuần hóa, ví dụ như chồn sương và một số quần thể tayra ở Nam Mỹ. Họ Chồn là họ có chú thích nhiều nhất trong bộ Ăn thịt. Các loài họ Chồn xuất hiện lần đầu tiên vào khoảng 28–33 triệu năm trước.
Họ Chồn có 23 chi và 63 loài còn tồn tại, được chia thành 8 phân họ: Guloninae (chồn mactet và chồn sói), Helictidinae (chồn bạc má), Ictonychinae (chồn châu Phi và chồn xám), Lutrinae (rái cá), Melinae (lửng Á Âu), Mellivorinae (lửng mật), Mustelinae (chồn và chồn nâu) và Taxidiinae (lửng châu Mỹ). Ngoài các phân họ còn tồn tại, họ Chồn cũng bao gồm 3 phân họ tuyệt chủng gồm Leptarctinae, Mustelavinae và Oligobuninae. Các loài tuyệt chủng cũng được xếp vào các phân họ còn tồn tại trừ Helictidinae, ở cả các chi còn tồn tại và tuyệt chủng. Khoảng 200 loài họ Chồn tuyệt chủng đã được tìm thấy, cũng như các chi hóa thạch không được đặt tên loài, mặc dù do các nghiên cứu và khám phá vẫn đang tiếp diễn, số lượng và phân loại chưa chắc chính xác.

## Quy ước
Mã tình trạng bảo tồn được liệt kê tuân theo Sách đỏ các loài bị đe dọa của Liên minh Bảo tồn Thiên nhiên Quốc tế (IUCN). Bản đồ phân bố được đính kèm nếu có thông tin. Khi không có thông tin về bản đồ phân bố, sẽ được thay thế bằng mô tả về phạm vi môi trường hoạt động của loài. Vùng phân bố dựa trên danh sách đỏ IUCN cho loài đó trừ khi có ghi chú khác. Tất cả các loài hoặc phân loài đã tuyệt chủng được liệt kê cùng với các loài còn tồn tại đã tuyệt chủng sau năm 1500 và được biểu thị bằng biểu tượng thập tự "". Số liệu quần thể được làm tròn đến phần hàng trăm.

## Phân họ
Họ Chồn bao gồm 63 loài còn tồn tại thuộc 23 chi và được chia tiếp thành hàng trăm phân loài còn tồn tại, cũng như các loài tuyệt chủng chồn nâu biển và rái cá Nhật Bản, là những loài duy nhất tuyệt chủng sau thời tiền sử. Danh sách này không bao gồm các loài lai hoặc các loài tuyệt chủng từ thời tiền sử. Các nghiên cứu phân tử hiện đại chỉ ra rằng 23 chi có thể được chia thành 8 phân họ. Một số hệ thống phân loại trước đây thì chia họ này thành rái cá nước và tất cả các loài khác.
Phân họ Guloninae (Chồn mactet và chồn sói)
- Chi Eira: 1 loài
- Chi Gulo: 1 loài
- Chi Martes: 6 loài
- Chi Pekania: 1 loài

Phân họ Helictidinae (Chồn bạc má)
- Chi Melogale: 5 loài

Phân họ Ictonychinae (Chồn châu Phi và chồn xám)
- Chi Galictis: 2 loài
- Chi Ictonyx: 2 loài
- Chi Lyncodon: 1 loài
- Chi Poecilogale: 1 loài
- Chi Vormela: 1 loài

Phân họ Lutrinae (Rái cá)
- Chi Aonyx: 3 loài
- Chi Enhydra: 1 loài
- Chi Hydrictis: 1 loài
- Chi Lontra: 4 loài
- Chi Lutra: 3 loài
- Chi Lutrogale: 1 loài
- Chi Pteronura: 1 loài

Phân họ Melinae (Lửng Á Âu)
- Chi Arctonyx: 3 loài
- Chi Meles: 3 loài

Phân họ Mellivorinae (Lửng mật)
- Chi Mellivora: 1 loài

Phân họ Mustelinae (Chồn và chồn nâu)
- Chi Mustela: 15 loài
- Chi Neogale: 5 loài

Phân họ Taxidiinae (Lửng châu Mỹ)
- Chi Taxidea: 1 loài

## Danh sách loài họ Chồn
Phân loại sau đây dựa trên phân loại của Mammal Species of the World (2005), cùng với các đề xuất bổ sung được chấp nhận rộng rãi kể từ khi sử dụng phân tích phát sinh chủng loại phân tử. Điều này bao gồm việc tái phân loại Guloninae, Helictidinae, Ictonychinae, Melinae, Mellivorinae và Taxidiinae thành các phân họ thay vì là một phần của nhóm cận ngành với Mustelinae.

### Phân họ Guloninae
| Tên thông thường | Tên khoa học và phân loài | Phân bố                                        | Kích thước và môi trường sống | Tình trạng bảo tồn và số lượng ước tính |
| ---------------- | --- | ---------------------------------------------- | --- | --------------------------------------- |
| Tayra            | E. barbara (Linnaeus, 1758) 7 phân loài - E. b. barbara - E. b. inserta - E. b. madeirensis - E. b. peruana - E. b. poliocephala - E. b. senex - E. b. sinuensis | Trung Mỹ, Trinidad ở Caribe và miền bắc Nam Mỹ | Kích thước: dài 60–70 cm (24–28 in), cộng đuôi 35–45 cm (14–18 in) Môi trường sống: Rừng và xavan Thức ăn: Chủ yếu ăn trái cây, xác thối, động vật có xương sống nhỏ, côn trùng và mật ong | LC · Không rõ                           |

| Tên thông thường | Tên khoa học và phân loài                                                                           | Phân bố                                | Kích thước và môi trường sống | Tình trạng bảo tồn và số lượng ước tính |
| ---------------- | --------------------------------------------------------------------------------------------------- | -------------------------------------- | --- | --------------------------------------- |
| Chồn sói         | G. gulo (Linnaeus, 1758) 2 phân loài - G. g. luscus (Chồn sói châu Mỹ) - G. g. gulo (Chồn sói Á Âu) | Vùng Bắc cực Bắc Mỹ, châu Âu và châu Á | Kích thước: dài 70–105 cm (28–41 in), cộng đuôi 18–26 cm (7–10 in) Môi trường sống: Vùng đá, cây bụi, rừng và đồng cỏ Thức ăn: Chủ yếu ăn xác thối và động vật có vú từ nhỏ đến lớn | LC · Không rõ                           |

| Tên thông thường       | Tên khoa học và phân loài | Phân bố                                                                           | Kích thước và môi trường sống | Tình trạng bảo tồn và số lượng ước tính |
| ---------------------- | --- | --------------------------------------------------------------------------------- | --- | --------------------------------------- |
| Chồn thông châu Mỹ     | M. americana (Turton, 1806) 14 phân loài - M. a. abieticola - M. a. abietinoides - M. a. actuosa - M. a. americana - M. a. atrata (Chồn thông Newfoundland) - M. a. brumalis - M. a. caurina - M. a. humboldtensis (Chồn thông Humboldt) - M. a. kenaiensis - M. a. nesophila - M. a. origenes - M. a. sierrae - M. a. vancouverensis - M. a. vulpina                                                                                 | Miền bắc Bắc Mỹ (bao gồm cả phạm vi ở Thái Bình Dương)                            | Kích thước: dài 46–66 cm (18–26 in), cộng đuôi 13–16 cm (5–6 in) Môi trường sống: Rừng Thức ăn: Chủ yếu ăn gặm nhấm và động vật có vú nhỏ, cũng như chim, côn trùng, trái cây và xác thối                      | LC · Không rõ                           |
| Chồn sồi               | M. foina (Erxleben, 1777) 11 phân loài - M. f. bosniaca (Chồn sồi Balkan) - M. f. bunites (Chồn sồi Crete) - M. f. foina (Chồn sồi châu Âu) - M. f. intermedia (Chồn sồi Trung Á) - M. f. kozlovi (Chồn sồi Tây Tạng) - M. f. mediterranea (Chồn sồi Iberia) - M. f. milleri (Chồn sồi Rhodes) - M. f. nehringi (Chồn sồi Kavkaz) - M. f. rosanowi (Chồn sồi Krym) - M. f. syriaca (Chồn sồi Syria) - M. f. toufoeus (Chồn sồi Lhasa) | Châu Âu và Trung Á                                                                | Kích thước: dài 40–50 cm (16–20 in), cộng đuôi 22–30 cm (9–12 in) Môi trường sống: Rừng, vùng đá và cây bụi Thức ăn: Chủ yếu ăn gặm nhấm và động vật có vú nhỏ, cũng như chim, côn trùng, trái cây và xác thối | LC · Không rõ                           |
| Chồn thông châu Âu     | M. martes (Linnaeus, 1758) 7 phân loài - M. m. borealis - M. m. latinorum - M. m. lorenzi - M. m. minoricensis - M. m. notialis - M. m. ruthena - M. m. uralensis | Châu Âu và Tây Á                                                                  | Kích thước: dài 48–58 cm (19–23 in), cộng đuôi 16–28 cm (6–11 in) Môi trường sống: Rừng và cây bụi Thức ăn: Chủ yếu ăn động vật có vú nhỏ, chim và lưỡng cư, như cũng như xác thối                             | LC · Không rõ                           |
| Chồn vàng Nhật Bản     | M. melampus (Wagner, 1841) 2 phân loài - M. m. melampus - M. m. tsuensis | Nhật Bản (M. m. melampus vùng màu lục, M. m. tsuensis vùng màu đỏ (Đảo Tsushima)) | Kích thước: dài 47–55 cm (19–22 in), cộng đuôi 17–22 cm (7–9 in) Môi trường sống: Rừng và cây bụi Thức ăn: Chủ yếu ăn trái cây, động vật có vú nhỏ và côn trùng                                                | LC · Không rõ                           |
| Chồn ngực vàng Nilgiri | M. gwatkinsii Horsfield, 1851 | Một số vùng ở miền nam Ấn Độ                                                      | Kích thước: dài 55–65 cm (22–26 in), cộng đuôi 40–45 cm (16–18 in) Môi trường sống: Rừng và đồng cỏ Thức ăn: Chủ yếu ăn chim, động vật có vú nhỏ và côn trùng                                                  | VU · 1.000                              |
| Chồn zibelin           | M. zibellina (Linnaeus, 1758) 16 phân loài - M. z. angarensis - M. z. arsenjevi - M. z. averini - M. z. brachyura - M. z. ilimpiensis - M. z. jakutensis - M. z. kamtschadalica - M. z. obscura - M. z. princeps - M. z. sahalinensis - M. z. sajanensis - M. z. schantaricus - M. z. tomensis - M. z. tungussensis - M. z. yeniseensis - M. z. zibellina                                                                             | Phần lớn nước Nga                                                                 | Kích thước: dài 38–56 cm (15–22 in), cộng đuôi 9–12 cm (4–5 in) Môi trường sống: Rừng Thức ăn: Chủ yếu ăn động vật có vú nhỏ, chim, quả hạch và quả mọng                                                       | LC · 2 triệu                            |
| Chồn họng vàng         | M. flavigula (Boddaert, 1785) 9 phân loài - M. f. borealis - M. f. chrysospila - M. f. flavigula - M. f. hainana - M. f. henrici - M. f. indochinensis - M. f. peninsularis - M. f. robinsoni - M. f. saba | Miền đông và đông nam châu Á                                                      | Kích thước: dài 50–72 cm (20–28 in), cộng đuôi 33–48 cm (13–19 in) Môi trường sống: Rừng và đồng cỏ Thức ăn: Chủ yếu ăn chim, động vật có vú nhỏ và côn trùng                                                  | LC · Không rõ                           |

| Tên thông thường | Tên khoa học và phân loài    | Phân bố         | Kích thước và môi trường sống | Tình trạng bảo tồn và số lượng ước tính |
| ---------------- | ---------------------------- | --------------- | --- | --------------------------------------- |
| Chồn Pekan       | P. pennanti (Erxleben, 1777) | Miền bắc Bắc Mỹ | Kích thước: dài 75–120 cm (30–47 in), cộng đuôi 31–41 cm (12–16 in) Môi trường sống: Rừng Thức ăn: Chủ yếu ăn động vật có vú nhỏ đến trung bình, chim và xác thối | LC · Không rõ                           |

### Phân họ Helictidinae
| Tên thông thường       | Tên khoa học và phân loài | Phân bố                                 | Kích thước và môi trường sống | Tình trạng bảo tồn và số lượng ước tính |
| ---------------------- | --- | --------------------------------------- | --- | --------------------------------------- |
| Chồn bạc má Borneo     | M. everetti (Thomas, 1895) | Một vùng hẹp ở đảo Borneo               | Kích thước: dài 33–44 cm (13–17 in), cộng đuôi 15–23 cm (6–9 in) Môi trường sống: Rừng và cây bụi Thức ăn: Chủ yếu ăn động vật không xương sống, lưỡng cư, côn trùng, trái cây và xác chết                                                | EN · Không rõ                           |
| Chồn bạc má nam        | M. personata I. Saint-Hilaire, 1831 5 phân loài - M. p. laotum - M. p. nipalensis - M. p. personata - M. p. pierrei - M. p. tonquinia                               | Đông Nam Á                              | Kích thước: dài 33–44 cm (13–17 in), cộng đuôi 15–23 cm (6–9 in) Môi trường sống: Đồng cỏ, cây bụi và rừng Thức ăn: Chủ yếu ăn cả côn trùng và ốc sên, cũng như động vật có vú nhỏ, ếch nhái, thằn lằn, xác thối, chim, trứng và trái cây | LC · Không rõ                           |
| Chồn bạc má bắc        | M. moschata (Gray, 1831) 7 phân loài - M. m. ferreogrisea - M. m. hainanensis - M. m. millsi - M. m. moschata - M. m. sorella - M. m. subaurantiaca - M. m. taxilla | Đông Á                                  | Kích thước: dài 30–43 cm (12–17 in), cộng đuôi 15–21 cm (6–8 in) Môi trường sống: Rừng, cây bụi và đồng cỏ Thức ăn: Chủ yếu ăn côn trùng, ếch nhái và xác thối                                                                            | LC · Không rõ                           |
| Chồn bạc má Java       | M. orientalis (Blanford, 1888) 2 phân loài - M. o. orientalis - M. o. sundaicus                                                                                     | Các phần ở đảo Java và Bali (Indonesia) | Kích thước: dài 35–40 cm (14–16 in), cộng đuôi 14–17 cm (6–7 in) Môi trường sống: Cây bụi và rừng Thức ăn: Chủ yếu ăn động vật không xương sống và côn trùng                                                                              | LC · Không rõ                           |
| Chồn bạc má Cúc Phương | M. cucphuongensis T. Nadler, 2011 | Việt Nam                                | Kích thước: Không rõ Môi trường sống: Rừng Thức ăn: Không rõ | DD · Không rõ                           |

### Phân họ Ictonychinae
| Tên thông thường | Tên khoa học và phân loài                                                                                    | Phân bố                     | Kích thước và môi trường sống | Tình trạng bảo tồn và số lượng ước tính |
| ---------------- | --- | --------------------------- | --- | --------------------------------------- |
| Chồn xám lớn     | G. vittata (Schreber, 1776) 4 phân loài - G. v. andina - G. v. brasiliensis - G. v. canaster - G. v. vittata | Trung Mỹ và miền bắc Nam Mỹ | Kích thước: dài 60–76 cm (24–30 in), gồm cả đuôi Môi trường sống: Rừng và đồng cỏ Thức ăn: Chủ yếu ăn động vật có vú nhỏ, chim, thằn lằn, lưỡng cư, trứng và trái cây                                               | LC · Không rõ                           |
| Chồn xám nhỏ     | G. cuja (Molina, 1782) 4 phân loài - G. c. cuja - G. c. furax - G. c. huronax - G. c. luteola                | Miền nam Nam Mỹ             | Kích thước: dài 28–51 cm (11–20 in), cộng đuôi 12–20 cm (5–8 in) Môi trường sống: Đất ngập nước nội địa, rừng, đồng cỏ và xavan Thức ăn: Chủ yếu ăn thỏ và gặm nhấm nhỏ, cũng như chim, ếch, thằn lằn, rắn và trứng | LC · Không rõ                           |

| Tên thông thường                           | Tên khoa học và phân loài | Phân bố                                    | Kích thước và môi trường sống | Tình trạng bảo tồn và số lượng ước tính |
| ------------------------------------------ | --- | ------------------------------------------ | --- | --------------------------------------- |
| Striped polecat (Triết sọc châu Phi)       | I. striatus (Molina, 1782) 19 phân loài - I. s. albescens - I. s. arenarius - I. s. elgonis - I. s. erythreae - I. s. ghansiensis - I. s. giganteus - I. s. intermedius - I. s. kalaharicus - I. s. lancasteri - I. s. limpopoensis - I. s. maximus - I. s. obscuratus - I. s. orangiae - I. s. ovamboensis - I. s. pretoriae - I. s. senegalensis - I. s. shoae - I. s. shortridgei - I. s. striatus | Miền trung, nam và Hạ Sahara châu Phi      | Kích thước: dài 28–30 cm (11–12 in), cộng đuôi 20–30 cm (8–12 in) Môi trường sống: Đồng cỏ, xavan, sa mạc và cây bụi Thức ăn: Chủ yếu ăn côn trùng                           | LC · Không rõ                           |
| Saharan striped polecat (Triết sọc Sahara) | I. libycus (Hemprich & Ehrenberg, 1833) 4 phân loài - I. l. libyca - I. l. multivittata - I. l. oralis - I. l. rothschildi | Rìa phía bắc, tây và nam của sa mạc Sahara | Kích thước: dài 40–47 cm (16–19 in), cộng đuôi 16–19 cm (6–7 in) Môi trường sống: Cây bụi và sa mạc Thức ăn: Chủ yếu ăn gặm nhấm, động vật có vú nhỏ, chim, cá, và côn trùng | LC · Không rõ                           |

| Tên thông thường                    | Tên khoa học và phân loài                                                         | Phân bố   | Kích thước và môi trường sống | Tình trạng bảo tồn và số lượng ước tính |
| ----------------------------------- | --------------------------------------------------------------------------------- | --------- | --- | --------------------------------------- |
| Patagonian weasel (Triết Patagonia) | L. patagonicus (Blainville, 1842) 2 phân loài - L. p. patagonicus - L. p. thomasi | Argentina | Kích thước: dài 30–35 cm (12–14 in), cộng đuôi 6–9 cm (2–4 in) Môi trường sống: Cây bụi, đồng cỏ và rừng Thức ăn: Chủ yếu ăn gặm nhấm và chim | LC · Không rõ                           |

| Tên thông thường                            | Tên khoa học và phân loài | Phân bố | Kích thước và môi trường sống | Tình trạng bảo tồn và số lượng ước tính |
| ------------------------------------------- | --- | ------- | --- | --------------------------------------- |
| African striped weasel (Triết sọc châu Phi) | P. albinucha (Gray, 1864) 5 phân loài - P. a. albinucha - P. a. bechuanae - P. a. doggetti - P. a. lebombo - P. a. transvaalensis | Nam Phi | Kích thước: dài 25–36 cm (10–14 in), cộng đuôi 13–23 cm (5–9 in) Môi trường sống: Cây bụi, rừng, xavan và đồng cỏ Thức ăn: Chủ yếu ăn động vật có vú nhỏ, gặm nhấm và chim, cũng như rắn và côn trùng | LC · Không rõ                           |

| Tên thông thường                  | Tên khoa học và phân loài | Phân bố                     | Kích thước và môi trường sống | Tình trạng bảo tồn và số lượng ước tính |
| --------------------------------- | --- | --------------------------- | --- | --------------------------------------- |
| Marbled polecat (Triết cẩm thạch) | V. peregusna (Güldenstädt, 1864) 5 phân loài - V. p. koshewnikowi - V. p. negans - V. p. pallidior - V. p. peregusna - V. p. syriaca | Đông nam châu Âu và Trung Á | Kích thước: dài 28–48 cm (11–19 in), cộng đuôi 14–20 cm (6–8 in) Môi trường sống: Sa mạc, vùng đá, đồng cỏ và cây bụi Thức ăn: Chủ yếu ăn gặm nhấm và chim | VU · Không rõ                           |

### Phân họ Lutrinae
| Tên thông thường           | Tên khoa học và phân loài | Phân bố            | Kích thước và môi trường sống | Tình trạng bảo tồn và số lượng ước tính |
| -------------------------- | --- | ------------------ | --- | --------------------------------------- |
| Rái cá không vuốt châu Phi | A. capensis Schinz, 1821 5 phân loài - A. c. capensis (Rái cá không vuốt Cape) - A. c. hindei - A. c. meneleki - A. c. microdon - A. c. philippsi | Châu Phi Hạ Sahara | Kích thước: dài 72–95 cm (28–37 in), cộng đuôi 40–60 cm (16–24 in) Môi trường sống: Rừng, đất ngập nước nội địa, vùng ven bờ, ven biển, vùng gian triều và đồng cỏ Thức ăn: Chủ yếu ăn cua và tôm hùm, cũng như ếch, cá và côn trùng                               | NT · Không rõ                           |
| Rái cá vuốt bé             | A. cinereus (Illiger, 1815) 3 phân loài - A. c. cinereus - A. c. concolor - A. c. nirnai                                                          | Đông Nam Á         | Kích thước: dài 40–63 cm (16–25 in), cộng đuôi 25–35 cm (10–14 in) Môi trường sống: Vùng gian triều, ven biển, đất ngập nước nội địa, rừng, cây bụi và đồng cỏ Thức ăn: Chủ yếu ăn cua, động vật thân mềm, côn trùng và cá nhỏ, cũng như gặm nhấm, rắn và lưỡng cư | VU · Không rõ                           |
| Rái cá không vuốt Congo    | A. congicus (Lönnberg, 1910) | Châu Phi Hạ Sahara | Kích thước: dài 79–95 cm (31–37 in), cộng đuôi 50–56 cm (20–22 in) Môi trường sống: Rừng, đất ngập nước nội địa và biển Thức ăn: Không rõ | NT · Không rõ                           |

| Tên thông thường | Tên khoa học và phân loài | Phân bố                          | Kích thước và môi trường sống | Tình trạng bảo tồn và số lượng ước tính |
| ---------------- | --- | -------------------------------- | --- | --------------------------------------- |
| Rái cá biển      | E. lutris (Linnaeus, 1758) 3 phân loài - E. l. kenyoni (Rái cá biển phương Bắc) - E. l. lutris (Rái cá biển châu Á) - E. l. nereis (Rái cá biển phương Nam) | Bờ biển phía bắc Thái Bình Dương | Kích thước: dài 55–130 cm (22–51 in), cộng đuôi 12–33 cm (5–13 in) Môi trường sống: Vùng ven bờ và biển ngoài đại dương Thức ăn: Chủ yếu ăn động vật không xương sống ở biển, cũng như cá | EN · 125.000                            |

| Tên thông thường                     | Tên khoa học và phân loài            | Phân bố                     | Kích thước và môi trường sống | Tình trạng bảo tồn và số lượng ước tính |
| ------------------------------------ | ------------------------------------ | --------------------------- | --- | --------------------------------------- |
| Spotted-necked otter (Rái cá cổ đốm) | H. maculicollis (Lichtenstein, 1835) | Phần lớn châu Phi Hạ Sahara | Kích thước: dài 57–69 cm (22–27 in), cộng đuôi 33–44 cm (13–17 in) Môi trường sống: Đất ngập nước nội địa, vùng bờ biển, rừng và vùng ngập triều ven biển Thức ăn: Chủ yếu ăn ếch, cua và chim nước nhỏ | NT · Không rõ                           |

| Tên thông thường   | Tên khoa học và phân loài | Phân bố                               | Kích thước và môi trường sống | Tình trạng bảo tồn và số lượng ước tính |
| ------------------ | --- | ------------------------------------- | --- | --------------------------------------- |
| Rái cá sông Bắc Mỹ | L. canadensis (Schreber, 1777) 7 phân loài - L. c. canadensis - L. c. kodiacensis - L. c. lataxina - L. c. mira - L. c. pacifica - L. c. periclyzomae - L. c. sonora | Hoa Kỳ và Canada, có thể cả México    | Kích thước: dài 66–107 cm (26–42 in), cộng đuôi 31–46 cm (12–18 in) Môi trường sống: Đất ngập nước nội địa, vùng gian triều và vùng ven biển Thức ăn: Chủ yếu ăn cá, cũng như lưỡng cư và giáp xác                           | LC · Không rõ                           |
| Rái cá sông Nam Mỹ | L. provocax (Thomas, 1908) | Miền nam Chile và Argentina           | Kích thước: dài 57–70 cm (22–28 in), cộng đuôi 35–46 cm (14–18 in) Môi trường sống: Đất ngập nước nội địa, vùng ven biển và vùng gian triều Thức ăn: Chủ yếu ăn cá và giáp xác                                               | EN · Không rõ                           |
| Rái cá Mỹ Latin    | L. longicaudis (Olfers, 1818) 3 phân loài - L. l. annectens - L. l. enudris - L. l. longicaudis                                                                      | Nam Mỹ, Trung Mỹ và Trinidad ở Caribe | Kích thước: dài 50–79 cm (20–31 in), cộng đuôi 37–57 cm (15–22 in) Môi trường sống: Vùng ven biển, đất ngập nước nội địa và vùng gian triều Thức ăn: Chủ yếu ăn cá, cũng như giáp xác, côn trùng, lưỡng cư và thân mềm       | NT · Không rõ                           |
| Rái cá biển Nam Mỹ | L. felina (Molina, 1782) | Bờ tây Nam Mỹ                         | Kích thước: dài 57–79 cm (22–31 in), cộng đuôi 30–36 cm (12–14 in) Môi trường sống: Vùng ven biển, vùng gian triều và biển ngoài đại dương Thức ăn: Chủ yếu ăn giáp xác và thân mềm, cũng như cá, chim và động vật có vú nhỏ | EN · Không rõ                           |

| Tên thông thường | Tên khoa học và phân loài | Phân bố                                        | Kích thước và môi trường sống | Tình trạng bảo tồn và số lượng ước tính |
| ---------------- | --- | ---------------------------------------------- | --- | --------------------------------------- |
| Rái cá thường    | L. lutra (Linnaeus, 1758) 11 phân loài - L. l. angustifrons - L. l. aurobrunneus - L. l. barang - L. l. chinensis - L. l. hainana - L. l. kutab - L. l. lutra - L. l. meridionalis - L. l. monticolus - L. l. nair - L. l. seistanica | Châu Âu, Bắc Phi và một vùng rộng lớn ở châu Á | Kích thước: dài 57–70 cm (22–28 in), cộng đuôi 35–40 cm (14–16 in) Môi trường sống: Đất ngập nước nội địa, rừng, đồng cỏ, vùng ven biển, vùng gian triều và cây bụi Thức ăn: Chủ yếu ăn cá, cũng như côn trùng, bò sát, lưỡng cư, chim, động vật có vú nhỏ và giáp xác | NT · Không rõ                           |
| Rái cá mũi lông  | L. sumatrana (Gray, 1865) | Các vùng rải rác ở Đông Nam Á                  | Kích thước: dài 50–82 cm (20–32 in), cộng đuôi 35–50 cm (14–20 in) Môi trường sống: Đất ngập nước nội địa, vùng ven biển, cây bụi, đồng cỏ, rừng và vùng gian triều Thức ăn: Chủ yếu ăn cá và rắn nước, cũng như ếch, thằn lằn, rùa và cua                             | EN · Không rõ                           |
| Rái cá Nhật Bản  | L. nippon Imaizumi, Yoshiyuki, 1989 | Nhật Bản (trước đây)                           | Kích thước: dài 65–80 cm (26–31 in), cộng đuôi 45–50 cm (18–20 in) Môi trường sống: Đất ngập nước nội địa, vùng ven biển, cây bụi, đồng cỏ, rừng và vùng gian triều Thức ăn: Cá, cua, tôm, lươn, bọ cánh cứng, trái cây                                                | EX · 0                                  |

| Tên thông thường | Tên khoa học và phân loài | Phân bố                   | Kích thước và môi trường sống | Tình trạng bảo tồn và số lượng ước tính |
| ---------------- | --- | ------------------------- | --- | --------------------------------------- |
| Rái cá lông mượt | L. perspicillata Geoffroy Saint-Hilaire, 1826 3 phân loài - L. p. maxwelli (Rái cá lông mượt Iraq) - L. p. perspicillata - L. p. sindica | Iraq, Nam Á và Đông Nam Á | Kích thước: dài 65–79 cm (26–31 in), cộng đuôi 40–50 cm (16–20 in) Môi trường sống: Đất ngập nước nội địa, rừng, đồng cỏ, ven biển, vùng gian triều và cây bụi Thức ăn: Chủ yếu ăn cá, cũng như tôm, cua và côn trùng | VU · Không rõ                           |

| Tên thông thường | Tên khoa học và phân loài                                                           | Phân bố                  | Kích thước và môi trường sống | Tình trạng bảo tồn và số lượng ước tính |
| ---------------- | ----------------------------------------------------------------------------------- | ------------------------ | --- | --------------------------------------- |
| Rái cá lớn       | P. brasiliensis (Gmelin, 1788) 2 phân loài - P. b. brasiliensis - P. b. paraguensis | Miên bắc và trung Nam Mỹ | Kích thước: dài 96–123 cm (38–48 in), cộng đuôi 45–65 cm (18–26 in) Môi trường sống: Đất ngập nước nội địa, ven biển, ven bờ và rừng Thức ăn: Chủ yếu ăn cá, cũng như cá sấu Caiman và rùa | EN · Không rõ                           |

### Phân họ Melinae
| Tên thông thường    | Tên khoa học và phân loài | Phân bố                                                               | Kích thước và môi trường sống | Tình trạng bảo tồn và số lượng ước tính |
| ------------------- | --- | --------------------------------------------------------------------- | --- | --------------------------------------- |
| Lửng lợn            | A. collaris F. Cuvier, 1825 2 phân loài - A. c. collaris (Lửng lợn lớn) - A. c. consul (Lửng lợn Myanmar) - A. c. dictator (Lửng lợn Đông Dương) | Đông và đông nam châu Á (hình ảnh bao gồm cả albogularis và hoevenii) | Kích thước: dài 65–104 cm (26–41 in), cộng đuôi 19–29 cm (7–11 in) Môi trường sống: Rừng, đồng cỏ, cây bụi và xavan Thức ăn: Được cho là chủ yếu ăn giun                                                                     | VU · Không rõ                           |
| Lửng lợn phương Bắc | A. albogularis (Blyth, 1853) 2 phân loài - A. a. albogularis (Lửng lợn lớn) - A. a. leucolaemus (Lửng lợn Trung Quốc)                            | Nam và đông châu Á (hình ảnh bao gồm cả collaris và hoevenii)         | Kích thước: dài 55–70 cm (22–28 in), cộng đuôi 11–22 cm (4–9 in) Môi trường sống: Rừng, đất hoang, đất nông nghiệp, đất trống và đồng cỏ trên núi Thức ăn: Động vật có xương sống nhỏ, động vật không xương sống và thực vật | LC · Không rõ                           |
| Lửng lợn Sumatra    | A. hoevenii (Blyth, 1853) | Sumatra                                                               | Kích thước: dài 51–71 cm (20–28 in), cộng đuôi 8–18 cm (3–7 in) Môi trường sống: Rừng và đồng cỏ trên núi Thức ăn: Được cho là chủ yếu ăn động vật không xương sống                                                          | LC · Không rõ                           |

| Tên thông thường | Tên khoa học và phân loài | Phân bố                                             | Kích thước và môi trường sống | Tình trạng bảo tồn và số lượng ước tính |
| ---------------- | --- | --------------------------------------------------- | --- | --------------------------------------- |
| Lửng châu Á      | M. leucurus (Hodgson, 1847) 5 phân loài - M. l. amurensis (Lửng Amur) - M. l. arenarius (Lửng Kazakh) - M. l. leucurus (Lửng cát thông thường) - M. l. sibiricus (Lửng Siberia) - M. l. tianschanensis (Lửng Thiên Sơn) | Trung và đông châu Á                                | Kích thước: dài 49–70 cm (19–28 in), cộng đuôi 13–21 cm (5–8 in) Môi trường sống: Cây bụi, đồng cỏ và rừng Thức ăn: Ăn tạp; ăn trái cây, quả hạch, thực vật, giun đất, côn trùng, trứng, xác thối và động vật có vú nhỏ         | LC · Không rõ                           |
| Lửng châu Âu     | M. meles (Linnaeus, 1758) 4 phân loài - M. m. heptneri (Lửng Kizlyar) - M. m. marianensis (Lửng Iberian) - M. m. meles (Lửng thông thường) - M. m. milleri (Lửng Na Uy)                                                 | Châu Âu (bản đồ bao gồm cả phạm vi của lửng Kavkaz) | Kích thước: dài 56–90 cm (22–35 in), cộng đuôi 11–20 cm (4–8 in) Môi trường sống: Đồng cỏ, rừng, sa mạc và cây bụi Thức ăn: Ăn tạp; ăn trái cây, quả hạch, thực vật, giun đất, côn trùng, trứng, xác thối và động vật có vú nhỏ | LC · Không rõ                           |
| Lửng Nhật Bản    | M. anakuma Temminck, 1844 | Nhật Bản                                            | Kích thước: dài 70–79 cm (28–31 in), cộng đuôi 14–20 cm (6–8 in) Môi trường sống: Rừng Thức ăn: Chủ yếu ăn giun đất và côn trùng, cũng như trái cây                                                                             | LC · Không rõ                           |

### Phân họ Mellivorinae
| Tên thông thường | Tên khoa học và phân loài | Phân bố                       | Kích thước và môi trường sống | Tình trạng bảo tồn và số lượng ước tính |
| ---------------- | --- | ----------------------------- | --- | --------------------------------------- |
| Lửng mật         | M. capensis (Schreber, 1776) 12 phân loài - M. c. abyssinica (Lửng mật Ethiopia) - M. c. buechneri (Lửng mật Turkmen) - M. c. capensis (Lửng mật Cape) - M. c. concisa (Lửng mật hồ TChad) - M. c. cottoni (Lửng mật đen) - M. c. inaurita (Lửng mật Nepal) - M. c. indica (Lửng mật Ấn Độ) - M. c. leuconota (Lửng mật lưng trắng) - M. c. maxwelli (Lửng mật Kenya) - M. c. pumilio (Lửng mật Ả Rập) - M. c. signata (Lửng mật đốm) - M. c. wilsoni (Lửng mật Ba Tư) | Châu Phi, Trung Đông và Ấn Độ | Kích thước: dài 73–96 cm (29–38 in), cộng đuôi 14–23 cm (6–9 in) Môi trường sống: Rừng, cây bụi, xavan và sa mạc Thức ăn: Chủ yếu ăn động vật có vú nhỏ hơn | LC · Không rõ                           |

### Phân họ Mustelinae
| Tên thông thường                                 | Tên khoa học và phân loài | Phân bố | Kích thước và môi trường sống | Tình trạng bảo tồn và số lượng ước tính |
| ------------------------------------------------ | --- | --- | --- | --------------------------------------- |
| Triết chỉ lưng                                   | M. strigidorsa Gray, 1855 | Một vài phần ở Đông Nam Á | Kích thước: dài 30–36 cm (12–14 in), cộng đuôi 18–20 cm (7–8 in) Môi trường sống: Rừng và cây bụi Thức ăn: Không rõ, nhưng được cho là ăn gặm nhấm và côn trùng | LC · Không rõ                           |
| Chồn sương chân đen                              | M. nigripes (Audubon, 1851) | Ba vùng nhỏ ở miền trung Hoa Kỳ | Kích thước: dài 50–53 cm (20–21 in), cộng đuôi 11–13 cm (4–5 in) Môi trường sống: Cây bụi và đồng cỏ Thức ăn: Chủ yếu ăn cầy thảo nguyên | EN · 200                                |
| Egyptian weasel (Triết Ai Cập)                   | M. subpalmata Hemprich, 1833 | Đồng bằng sông Nile ở Ai Cập | Kích thước: dài 32–43 cm (13–17 in), cộng đuôi 9–13 cm (4–5 in) Môi trường sống: Đô thị và biển Thức ăn: Chủ yếu ăn trái cây, rau, chim và côn trùng | LC · Không rõ                           |
| Chồn nâu châu Âu                                 | M. lutreola (Linnaeus, 1761) 7 phân loài - M. l. biedermanni (Chồn nâu Pháp) - M. l. binominata - M. l. cylipena (Chồn nâu Trung Âu) - M. l. lutreola (Chồn nâu phương bắc) - M. l. novikovi (Chồn nâu Trung Nga) - M. l. transsylvanica (Chồn nâu Karpat) - M. l. turovi (Chồn nâu Kavkaz) | Phân bố rải rác ở Tây Á và Tây Âu | Kích thước: dài 35–43 cm (14–17 in), cộng đuôi 15–19 cm (6–7 in) Môi trường sống: Đất ngập nước nội địa Thức ăn: Chủ yếu ăn lưỡng cư, giáp xác, cá, động vật có vú nhỏ, côn trùng và chim                                                                                 | CR · Không rõ                           |
| Chồn hôi châu Âu                                 | M. putorius · Linnaeus, 1758 · 6 phân loài - M. p. anglia (Chồn hôi Wales) - M. p. aureola (Chồn hôi Địa Trung Hải) - M. p. caledoniae (Chồn hôi Scotland) - M. p. mosquensis (Chồn hôi Trung Nga) - M. p. putorius (Chồn hôi thông thường) - M. p. rothschildi (Chồn hôi Karpat) | Châu Âu và Tây Á | Kích thước: dài 29–46 cm (11–18 in), cộng đuôi 8–17 cm (3–7 in) Môi trường sống: Đất ngập nước nội địa, ven biển, đồng cỏ, rừng và cây bụi Thức ăn: Chủ yếu ăn thỏ, gặm nhấm, lưỡng cư và các động vật có xương sống khác, cũng như động vật không xương sống và xác thối | LC · Không rõ                           |
| Chồn sương                                       | M. furo Linnaeus, 1758 | Phân bố toàn cầu (Đã thuần hóa) | Kích thước: dài 20–46 cm (8–18 in), cộng đuôi 7–19 cm (3–7 in) Môi trường sống: Thuần hóa Thức ăn: Chủ yếu ăn động vật có vú nhỏ | NE · Không rõ                           |
| Indonesian mountain weasel (Triết núi Indonesia) | M. lutreolina Robinson, 1917 | Các khu vực rải rác ở Indonesia | Kích thước: dài 27–33 cm (11–13 in), cộng đuôi 13–17 cm (5–7 in) Môi trường sống: Cây bụi và rừng Thức ăn: Chủ yếu ăn gặm nhấm, cũng như động vật có vú nhỏ, chim, lưỡng cư và trứng                                                                                      | LC · Không rõ                           |
| Japanese weasel (Triết Nhật Bản)                 | M. itatsi Temminck, 1844 | Có nguồn gốc từ Nhật Bản, du nhập vào Nga (vùng bản địa màu xanh lam, vùng du nhập màu đỏ (Hokkaido, Sakhalin))                                                           | Kích thước: dài 21–36 cm (8–14 in), cộng đuôi 7–16 cm (3–6 in) Môi trường sống: Cây bụi, đồng cỏ và rừng Thức ăn: Chủ yếu ăn gặm nhấm, côn trùng, lưỡng cư và bò sát | NT · Không rõ                           |
| Triết bụng trắng                                 | M. nivalis Linnaeus, 1766 17 phân loài - M. n. allegheniensis (Triết Allegheny) - M. n. boccamela (Triết Ngoại Kavkaz) - M. n. campestris (Triết bình nguyên) - M. n. caucasica (Triết Kavkaz) - M. n. eskimo (Triết Alaska) - M. n. heptneri (Triết Turkmen) - M. n. mosanensis (Triết Triều Tiên) - M. n. namiyei (Triết Nhật Bản) - M. n. nivalis (Triết thông thường) - M. n. numidica (Triết Địa Trung Hải) - M. n. pallida (Triết Núi Turkestan) - M. n. pygmaea (Triết bụng trắng Siberia) - M. n. rixosa (Triết Bangs) - M. n. rossica - M. n. russelliana (Triết Tứ Xuyên) - M. n. stoliczkana - M. n. tonkinensis (Triết Việt Nam) - M. n. vulgaris (Triết Trung Âu) | Châu Âu, châu Á, Bắc Phi và miền bắc Bắc Mỹ | Kích thước: dài 11–26 cm (4–10 in), cộng đuôi 1–9 cm (0–4 in) Môi trường sống: Rừng, đất ngập nước nội địa, vùng đá, ven biển, cây bụi và đồng cỏ Thức ăn: Chủ yếu ăn gặm nhấm và động vật có vú nhỏ khác, cũng như trứng, thằn lằn, ếch, kỳ nhông, cá, giun và xác thối  | LC · Không rõ                           |
| Malayan weasel (Triết Mã Lai)                    | M. nudipes Desmarest, 1822 2 phân loài - M. n. leucocephalus - M. n. nudipes | Đông Nam Á | Kích thước: dài 30–36 cm (12–14 in), cộng đuôi 24–26 cm (9–10 in) Môi trường sống: Cây bụi và rừng Thức ăn: Chủ yếu ăn gặm nhấm, cũng như chim nhỏ, thằn lằn và côn trùng                                                                                                 | LC · Không rõ                           |
| Triết núi                                        | M. altaica Pallas, 1811 4 phân loài - M. a. altaica - M. a. birulai - M. a. raddei - M. a. temon | Trung Á và miền bắc Ấn Độ | Kích thước: dài 22–29 cm (9–11 in), cộng đuôi 9–15 cm (4–6 in) Môi trường sống: Cây bụi, vùng đá và đồng cỏ Thức ăn: Chủ yếu ăn thỏ cộc pika, gặm nhấm, chim nhỏ, thằn lằn và côn trùng                                                                                   | NT · Không rõ                           |
| Triết Siberia                                    | M. sibirica Pallas, 1773 11 phân loài - M. s. canigula (Triết Siberia Tây Tạng) - M. s. charbinensis (Triết Siberia Mãn Châu) - M. s. coreanus (Triết Siberia Triều Tiên) - M. s. davidiana (Triết Siberia Đài Loan) - M. s. fontanierii (Triết Siberia Hoa Bắc) - M. s. hodgsoni (Triết Siberia Hodgson) - M. s. manchurica (Triết Siberia Viễn Đông) - M. s. moupinensis (Triết Siberia Miến Điện) - M. s. quelpartis (Triết Siberia Đảo Jeju) - M. s. sibirica (Triết Siberia Siberia) - M. s. subhemachalana (Triết Siberia Himalaya) | Trung bắc và đông châu Á (vùng bản địa màu lục, du nhập màu đỏ (Nhật Bản))                                                                                                | Kích thước: dài 25–39 cm (10–15 in), cộng đuôi 13–21 cm (5–8 in) Môi trường sống: Đồng cỏ, cây bụi, rừng và vùng đá Thức ăn: Chủ yếu ăn động vật có vú nhỏ, lưỡng cư, cá, xác thối và hạt thông                                                                           | LC · Không rõ                           |
| Chồn hôi thảo nguyên                             | M. eversmanii Lesson, 1827 7 phân loài - M. e. admirata (Chồn hôi thảo nguyên Trung Hoa) - M. e. amurensis (Chồn hôi thảo nguyên Amur) - M. e. eversmanii (Chồn hôi thảo nguyên Petropavlov) - M. e. hungarica (Chồn hôi thảo nguyên châu Âu) - M. e. larvatus (Chồn hôi thảo nguyên Tây Tạng) - M. e. michnoi (Chồn hôi thảo nguyên Baikal) - M. e. talassicus (Chồn hôi thảo nguyên Turkestan) | Trung Á và Đông Âu | Kích thước: dài 29–56 cm (11–22 in), cộng đuôi 8–18 cm (3–7 in) Môi trường sống: Đồng cỏ và cây bụi Thức ăn: Chủ yếu ăn gặm nhấm và thỏ cộc pika | LC · Không rõ                           |
| Chồn ecmin                                       | M. erminea Linnaeus, 1758 37 phân loài - M. e. aestiva (Chồn ecmin trung Nga) - M. e. alascensis (Chồn ecmin Juneau) - M. e. anguinae (Chồn ecmin Đảo Vancouver) - M. e. arctica (Chồn ecmin đài nguyên) - M. e. augustidens - M. e. bangsi (Chồn ecmin Tây Ngũ Đại Hồ) - M. e. celenda - M. e. cigognanii (Chồn ecmin Bonaparte) - M. e. erminea (Chồn ecmin phương bắc) - M. e. fallenda - M. e. ferghanae (Chồn ecmin Fergana) - M. e. gulosa - M. e. haidarum (Chồn ecmin Quần đảo Queen Charlott) - M. e. hibernica (Chồn ecmin Ireland) - M. e. initis - M. e. invicta - M. e. kadiacensis (Chồn ecmin) - M. e. kaneii (Chồn ecmin Đông Siberia) - M. e. karaginensis (Chồn ecmin Karaginsky) - M. e. lymani (Chồn ecmin Altai) - M. e. martinoi - M. e. minima (Chồn ecmin Thụy Sĩ) - M. e. mongolica (Chồn ecmin Gobi) - M. e. muricus (Chồn ecmin Tây Nam) - M. e. nippon (Chồn ecmin Nhật Bản) - M. e. ognevi - M. e. olympica (Chồn ecmin Olympic) - M. e. polaris (Chồn ecmin Bắc Cực) - M. e. richardsonii (Chồn ecmin Richardson) - M. e. ricinae (Chồn ecmin Hebrides) - M. e. salva - M. e. seclusa - M. e. semplei (Chồn ecmin Đảo Baffin) - M. e. stabilis (Chồn ecmin Anh) - M. e. streatori - M. e. teberdina (Chồn ecmin Kavkaz) - M. e. tobolica (Chồn ecmin Tobolsk) | Châu Âu, Bắc Á, miền bắc Bắc Mỹ và Greenland (vùng bản địa màu xanh lục, vùng du nhập màu đỏ (New Zealand)); bản đồ bao gồm phạm vi của chồn ecmin Mỹ và chồn ecmin Haida | Kích thước: dài 17–33 cm (7–13 in), cộng đuôi 4–12 cm (2–5 in) Môi trường sống: Cây bụi, đất ngập nước nội địa, đồng cỏ, vùng đá và rừng Thức ăn: Chủ yếu ăn động vật có vú nhỏ, cũng như trái cây, giun đất, côn trùng, trứng và chim                                    | LC · Không rõ                           |
| Triết bụng vàng                                  | M. kathiah Hodgson, 1835 2 phân loài - M. k. caporiaccoi - M. k. kathiah | Dãy núi Himalaya và Đông Nam Á | Kích thước: dài 25–27 cm (10–11 in), cộng đuôi 12–15 cm (5–6 in) Môi trường sống: Rừng, cây bụi và đồng cỏ Thức ăn: Chủ yếu ăn gặm nhấm, cũng như chim và động vật có vú nhỏ                                                                                              | LC · Không rõ                           |

| Tên thông thường                      | Tên khoa học và phân loài | Phân bố | Kích thước và môi trường sống | Tình trạng bảo tồn và số lượng ước tính |
| ------------------------------------- | --- | --- | --- | --------------------------------------- |
| Amazon weasel (Triết rừng mưa Amazon) | N. africana (Desmarest, 1818) 2 phân loài - N. a. africana - N. a. stolzmanni | Lưu vực Amazon | Kích thước: dài 41–52 cm (16–20 in), cộng đuôi 16–21 cm (6–8 in) Môi trường sống: Đất ngập nước nội địa và rừng Thức ăn: Không rõ                                                                          | LC · Không rõ                           |
| Chồn nâu châu Mỹ                      | N. vison (Schreber, 1777) 15 phân loài - N. v. aestuarina (Chồn nâu đất thấp California) - N. v. aniakensis - N. v. energumenos (Chồn nâu phương tây) - N. v. evagor - N. v. evergladensis (Chồn nâu Everglades) - N. v. ingens (Chồn nâu Alaska) - N. v. lacustris (Chồn nâu Vịnh Hudson) - N. v. letifera (Chồn nâu Thung lũng Mississippi) - N. v. lowii - N. v. lutensis (Chồn nâu Florida) - N. v. melampeplus (Chồn nâu Kenai) - N. v. mink (Chồn nâu thông thường) - N. v. nesolestes (Chồn nâu đảo) - N. v. vison (Chồn nâu phương đông) - N. v. vulgivaga (Chồn nâu phương nam) | Canada và Hoa Kỳ; được du nhập vào các khu vực rộng lớn ở Nam Mỹ, châu Âu và châu Á (vùng bản địa màu đỏ (Bắc Mỹ), vùng du nhập màu hồng) | Kích thước: dài 31–45 cm (12–18 in), cộng đuôi 14–25 cm (6–10 in) Môi trường sống: Đất ngập nước nội địa, rừng và cây bụi Thức ăn: Chủ yếu ăn cá, lưỡng cư, giáp xác, chuột xạ hương và động vật có vú nhỏ | LC · Không rõ                           |
| Colombian weasel (Triết Colombia)     | N. felipei (Izor & Torre, 1978) | Một vùng nhỏ ở tây bắc Nam Mỹ | Kích thước: dài 32–39 cm (13–15 in), cộng đuôi 10–14 cm (4–6 in) Môi trường sống: Đất ngập nước nội địa và rừng Thức ăn: Không rõ, nhưng được cho là ăn cá, động vật có vú nhỏ và côn trùng                | VU · 1.300                              |
| Triết đuôi dài                        | N. frenata (Lichtenstein, 1831) 42 phân loài - N. f. affinis - N. f. agilis - N. f. alleni (Triết đuôi dài đồi Black) - N. f. altifrontalis - N. f. arizonensis (Triết đuôi dài Arizona) - N. f. arthuri - N. f. aureoventris - N. f. boliviensis (Triết đuôi dài Bolivia) - N. f. costaricensis (Triết đuôi dài Costa Rica) - N. f. effera - N. f. frenata (Triết đuôi dài lưng đen) - N. f. goldmani (Triết đuôi dài Chiapas) - N. f. gracilis - N. f. helleri - N. f. inyoensis (Triết đuôi dài Inyo) - N. f. latirostra - N. f. leucoparia - N. f. longicauda (Triết đuôi dài thông thường) - N. f. macrophonius - N. f. munda - N. f. neomexicanus (Triết đuôi dài New Mexico) - N. f. nevadensis (Triết đuôi dài Nevada) - N. f. nicaraguae (Triết đuôi dài Nicaragua) - N. f. nigriauris - N. f. notius - N. f. noveboracensis (Triết đuôi dài New York) - N. f. occisor - N. f. olivacea - N. f. oregonensis (Triết đuôi dài Oregon) - N. f. oribasus - N. f. panamensis (Triết đuôi dài Panama) - N. f. peninsulae (Triết đuôi dài Florida) - N. f. perda - N. f. perotae - N. f. primulina - N. f. pulchra - N. f. saturata (Triết đuôi dài Dãy núi Cascade) - N. f. spadix - N. f. texensis (Triết đuôi dài Texas) - N. f. tropicalis (Triết đuôi dài nhiệt đới) - N. f. washingtoni (Triết đuôi dài Washington) - N. f. xanthogenys (Triết đuôi dài California) | Bắc Mỹ, Trung Mỹ và miền bắc Nam Mỹ | Kích thước: dài 28–42 cm (11–17 in), cộng đuôi 11–30 cm (4–12 in) Môi trường sống: Đất ngập nước nội địa, đồng cỏ và cây bụi Thức ăn: Chủ yếu ăn gặm nhấm và động vật có vú nhỏ khác                       | LC · Không rõ                           |
| Sea mink · (Chồn nâu biển)            | N. macrodon (Prentiss, 1903) | Bờ biển phía bắc New England ở Hoa Kỳ, Các tỉnh hàng hải ở Canada (trước đây)                                                             | Kích thước: Ước tính dài khoảng 91 cm (36 in), cộng đuôi 25 cm (10 in) Môi trường sống: Vùng gian triều và ven biển Thức ăn: Chủ yếu ăn cá, cũng như thân mềm                                              | EX · 0                                  |

### Phân họ Taxidiinae
| Tên thông thường | Tên khoa học và phân loài | Phân bố                           | Kích thước và môi trường sống | Tình trạng bảo tồn và số lượng ước tính |
| ---------------- | --- | --------------------------------- | --- | --------------------------------------- |
| Lửng châu Mỹ     | T. taxus (Schreber, 1777) 5 phân loài - T. t. berlandieri (Lửng Texas) - T. t. jacksoni (Lửng Jackson) - T. t. jeffersonii (Lửng British Columbia) - T. t. marylandica (Lửng Maryland) - T. t. taxus | México, Hoa Kỳ và miền nam Canada | Kích thước: dài 42–72 cm (17–28 in), cộng đuôi 10–16 cm (4–6 in) Môi trường sống: Rừng, đồng cỏ và cây bụi Thức ăn: Chủ yếu ăn các loài gặm nhấm sống ở hang, cũng như bọ cạp, côn trùng, rắn, thằn lằn và chim | LC · Không rõ                           |